# Ніна Пінзарроне
Нíна Пінзаррóне (фр. Nina Pinzarrone; нар. 24 листопада 2006, Брюссель, Бельгія) — бельгійська фігуристка, що виступає у жіночому одиночному катанні. Бронзова призерка Чемпіонату Європи (2024). Чемпіонка Бельгії (2024), срібна (2023) та бронзова (2023) призерка етапів Гран-прі.
Станом на 18 листопада 2024 року посідає 7-е місце у рейтингу Міжнародного союзу ковзанярів.

## Біографія
Народилася 24 листопада 2006 року в Брюсселі, Бельгія. Її батько, Маріо Пінзарроне, має італійське походження, а мати, Лоуренс Новале, бельгійка з Брюсселя. У Ніни є старша сестра Лілі, також фігуристка. Рідна мова Ніни — французька, але вона займається фігурним катанням і ходить в школу, розмовляючи нідерландською. Оскільки її батько має італійське походження, вона рік вивчала італійську мову як четверту мову, але не розмовляє нею.

## Спортивна кар'єра

### Початок
Пінзарроне почала займатися фігурним катанням у 2010 році у віці трьох років. Вона пішла за своєю сестрою Лілі, яка зацікавилася після перегляду фігурного катання по телебаченню.

### Серед юніорів

#### Сезон 2021—2022
Пінзарроне дебютувала на міжнародному юніорському етапі Гран-прі у серпні, на Гран-прі Франції. Вона посіла п'яте місце в короткій програмі та шосте у довільній, а в загальному заліку стала шостою. На своєму другому етапі Гран-прі у Словенії, Пінзарроне повторила свої результати на Гран-прі Франції, але фінішувала п'ятою в загальному заліку.
Пінзарроне не брала участі у змаганнях до листопада, коли вона виграла свій другий Чемпіонат Бельгії серед юніорів. Після своєї перемоги в період з грудня 2021 року по лютий 2022 року вона виграла титули серед юніорок на Santa Claus Cup, Icelab International Cup і Dragon Trophy. Вона посіла сьоме місце на Challenge Cup у березні.
У квітні Пінзарроне брала участь у своєму першому Чемпіонаті світу серед юніорів. Там вона була сьомою в короткій програмі та шістнадцятою у довільній, зрештою опинившись одинадцятою в загальному заліку.

### Серед дорослих

#### Сезон 2022—2023
У липні Пінзарроне була призначена етап Гран-Прі MK John Wilson Trophy. У серпні вона отримала друге призначення на етап Гран-прі Skate Canada. Пізніше вона відмовилася від участі в обох змаганнях через травму стегна, яка згодом виявилася подвійним стресовим переломом.
Після одужання Пінзарроне виграла срібну медаль на турнірі Latvia Trophy. Отримавши технічний мінімум, її призначили брати участь у Чемпіонаті Європи разом із багаторічною чемпіонкою Бельгії Луною Гендрікс. Пінзарроне посіла шосте місце в короткій програмі і п'яте місце в довільній. У загальному заліку посіла п'яте місце.
На Чемпіонаті світу 2023 року в Сайтамі посіла одинадцяте місце.

#### Сезон 2023—2024
На початку сезону брала участь у Челленджері Lombardia Trophy. Пінзарроне фінішувала дев'ятою. Її також запросили відвідати турнір Shanghai Trophy, де вона стала четвертою з шести учасниць.
Пінзарроне дебютувала на дорослому етапі Гран-прі Франції, де вона фінішувала четвертою в короткій програмі з новим особистим рекордом у 65,74 бала. Вона встановила ще один особистий рекорд у довільній програмі (133,06 бала) і піднялася на друге місце в загальному заліку. Її срібна медаль зробила її другою бельгійкою (після Луни Гендрікс), яка отримала медаль на етапі Гран-прі. За тиждень до другого етапу Гран-прі вона з'явилася на Чемпіонаті Бельгії. Оскільки Луна Гендрікс відмовилася від участі у змаганні через хворобу, Пінзарроне виграла свій перший національний титул з перевагою понад сорок очок. На NHK Trophy Ніна посіла друге місце в обох сегментах змагання, але стала третьою в загальному заліку, вигравши бронзову медаль і пройшовши кваліфікацію до Фіналу Гран-прі.
На Фіналі Гран-прі вона стала третьою в короткій та п'ятою в довільній програмі, ставши в результаті четвертою.
На Чемпіонаті Європи 2024 року Пінзарроне посіла друге місце в короткій програмі з особистим рекордом 69,70 балів, випередивши Анастасію Губанову, представницю Грузії, яка посіла третє місце, менше ніж на один бал. У довільній програмі посіла третє місце, фінішувавши третьою в загальному заліку після Гендрікс і Губанової. З її бронзовою медаллю та золотом Гендрікс Бельгія вперше мала двох жінок на європейському подіумі.
На Чемпіонаті світу 2024 фігуристка посіла 11-те місце в короткій програмі і 16-те в довільній, ставши 15-тою в загальному заліку.

#### Сезон 2024—2025

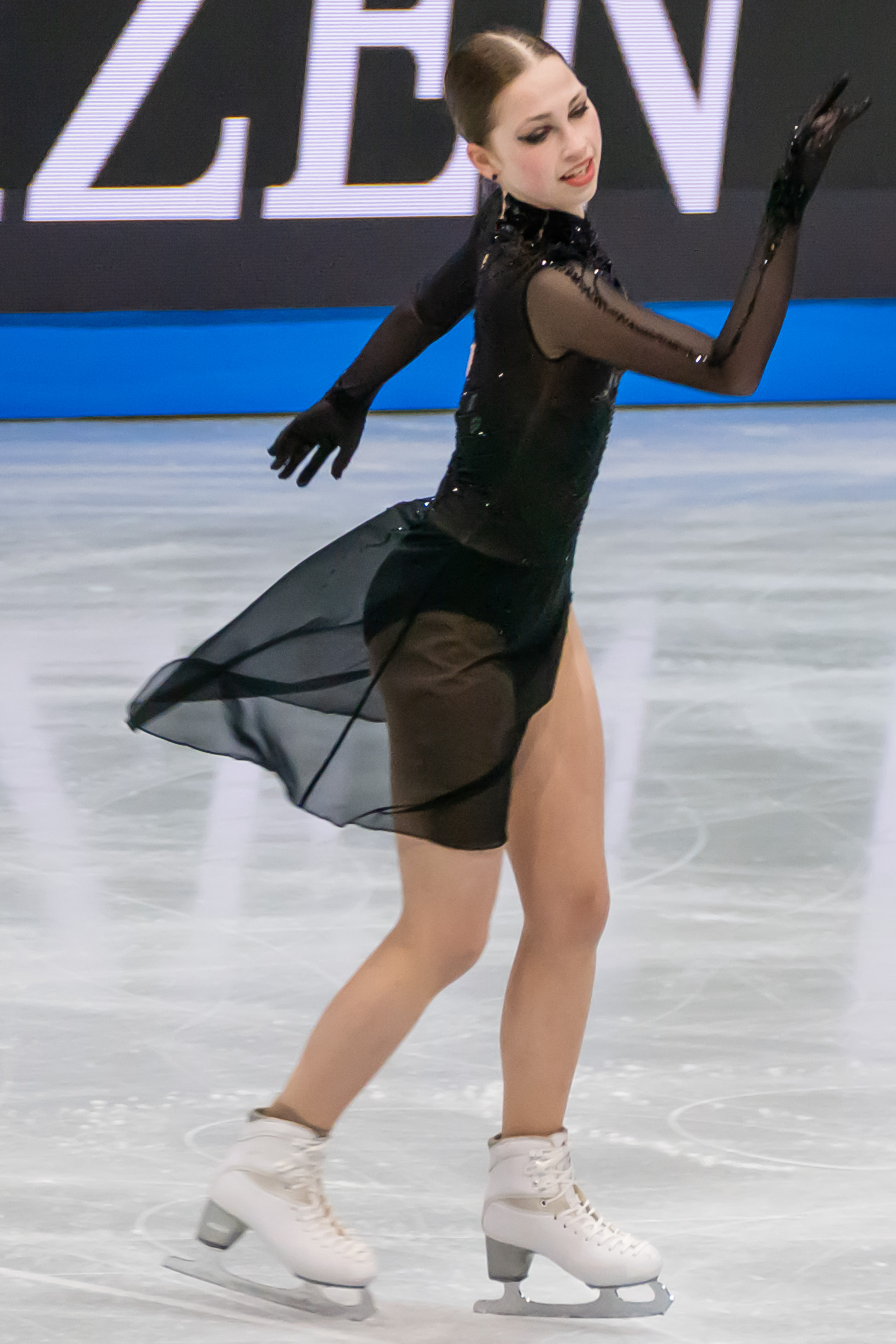
Пінзарроне виступає на Чемпіонаті світу 2025 року

На етапі Гран-прі Skate America Пінзарроне посіла четверте місце. На французькому етапі Гран-прі вона фінішувала шостою. Потім вона брала участь у серії Челленджер, вигравши золото на Tallinn Trophy і срібло на Golden Spin у Загребі.
Наприкінці січня Пінзарроне виступала на Чемпіонаті Європи 2025 року. Вона заробила найкращий результат за сезон у короткій програмі та посіла четверте місце. Після цього Ніна висловила розчарування та сказала, що у неї були проблеми з ковзанами, які спричиняли запалення її стопи. Вона посіла третє місце у довільній програмі та піднялася на третє місце у загальному заліку, щоб виграти свою другу поспіль бронзову медаль Чемпіонату Європи.
На Чемпіонаті світу 2025 року фігуристка посіла восьме місце в короткій програмі та сьоме у довільній. У загальному заліку фінішувала сьомою.

## Програми
| Сезон     | Коротка програма                                                                         | Довільна програма | Показові номери                                                   |
| --------- | ---------------------------------------------------------------------------------------- | --- | ----------------------------------------------------------------- |
| 2024—2025 | - «Лебедине озеро» Петро Чайковський. Хореограф-постановник Бенуа Рішо                   | - «Escapes Within» (з «Оповіді служниці») - «Un rêve» Ерік Крістіан вон Фрікен. Хореограф-постановник Бенуа Рішо                                                         | - «Be Brave» My Biggest Diamond. Хореограф-постановник Бенуа Рішо |
| 2023—2024 | - «Charms» Абель Коженьовський. Хореограф-постановник Бенуа Рішо                         | - «Adagio of Spartacus and Phrygia» - «The Via Appia and Dance of the Shepherd and Shepherdess» Арам Хачатурян (у виконанні Андре Ріє). Хореограф-постановник Бенуа Рішо |                                                                   |
| 2022—2023 | - «Méditation» Жуль Массне. Хореограф-постановник Бенуа Рішо                             | - «Buon giorno principessa» Нікола Пьовані - «Beautiful That Way» Ноа та Нікола Пьовані - «La vie est belle» Андре Ріє. Хореограф-постановник Бенуа Рішо                 |                                                                   |
| 2021—2022 | - «I Will Wait for You» Мішель Легран та Норман Гімбел. Хореограф-постановник Бенуа Рішо | - «Benediction and Dream» - «The Floating Bed» - «Solo Tú» Елліот Голденталь. Хореограф-постановник Бенуа Рішо                                                           |                                                                   |

## Спортивні досягнення
| Змагання                                                  | 17/18                     | 18/19                     | 19/20                     | 20/21                     | 21/22                     | 22/23                     | 23/24                     | 24/25                     |
| Міжнародні серед дорослих                                 | Міжнародні серед дорослих | Міжнародні серед дорослих | Міжнародні серед дорослих | Міжнародні серед дорослих | Міжнародні серед дорослих | Міжнародні серед дорослих | Міжнародні серед дорослих | Міжнародні серед дорослих |
| --------------------------------------------------------- | ------------------------- | ------------------------- | ------------------------- | ------------------------- | ------------------------- | ------------------------- | ------------------------- | ------------------------- |
| Чемпіонат світу                                           |                           |                           |                           |                           |                           | 11                        | 15                        | 7                         |
| Чемпіонат Європи                                          |                           |                           |                           |                           |                           | 5                         | 3                         | 3                         |
| Фінал Гран-прі                                            |                           |                           |                           |                           |                           |                           | 4                         |                           |
| Етап Гран-прі. Skate America                              |                           |                           |                           |                           |                           |                           |                           | 4                         |
| Етап Гран-прі. Skate Canada                               |                           |                           |                           |                           |                           | WD                        |                           |                           |
| Етап Гран-прі. Франція                                    |                           |                           |                           |                           |                           |                           | 2                         | 6                         |
| Етап Гран-прі. NHK Trophy                                 |                           |                           |                           |                           |                           |                           | 3                         |                           |
| MK John Wilson Trophy                                     |                           |                           |                           |                           |                           | WD                        |                           |                           |
| Golden Spin of Zagreb                                     |                           |                           |                           |                           |                           | WD                        |                           |                           |
| Lombardia Trophy                                          |                           |                           |                           |                           |                           | WD                        | 9                         |                           |
| Challenge Cup                                             |                           |                           |                           |                           |                           | 4                         |                           |                           |
| Latvia Trophy                                             |                           |                           |                           |                           |                           | 2                         |                           |                           |
| Shanghai Trophy                                           |                           |                           |                           |                           |                           |                           | 4                         |                           |
| Міжнародні серед юніорів                                  |                           |                           |                           |                           |                           |                           |                           |                           |
| Чемпіонат світу серед юніорів                             |                           |                           |                           |                           | 11                        |                           |                           |                           |
| Етап Гран-прі серед юніорів. Франція                      |                           |                           |                           |                           | 6                         |                           |                           |                           |
| Етап Гран-прі серед юніорів. Словенія                     |                           |                           |                           |                           | 5                         |                           |                           |                           |
| Antwerp Diamond Trophy                                    |                           |                           | 1                         |                           |                           |                           |                           |                           |
| Challenge Cup                                             |                           |                           |                           |                           | 7                         |                           |                           |                           |
| Coupe du Printemps                                        |                           |                           |                           |                           | 2                         |                           |                           |                           |
| Dragon Trophy                                             |                           |                           |                           |                           | 1                         |                           |                           |                           |
| Egna Spring Trophy                                        |                           |                           |                           | 1                         |                           |                           |                           |                           |
| Icelab International Cup                                  |                           |                           |                           |                           | 1                         |                           |                           |                           |
| Santa Claus Cup                                           |                           |                           |                           |                           | 1                         |                           |                           |                           |
| Skate Helena                                              |                           |                           |                           | 1                         |                           |                           |                           |                           |
| Sofia Trophy                                              |                           |                           |                           | 1                         |                           |                           |                           |                           |
| Міжнародні серед новачків                                 |                           |                           |                           |                           |                           |                           |                           |                           |
| Antwerp Diamond Trophy                                    | 1                         | 1                         |                           |                           |                           |                           |                           |                           |
| Bavarian Open                                             |                           | 8                         | 3                         |                           |                           |                           |                           |                           |
| Challenge Cup                                             |                           | 2                         | 7                         |                           |                           |                           |                           |                           |
| Coupe du Printemps                                        | 2                         | 5                         |                           |                           |                           |                           |                           |                           |
| Ice Talent Trophy                                         | 1                         | 1                         |                           |                           |                           |                           |                           |                           |
| Kempen Trophy                                             | 1                         |                           |                           |                           |                           |                           |                           |                           |
| Prague Ice Cup                                            |                           |                           | 1                         |                           |                           |                           |                           |                           |
| Santa Claus Cup                                           |                           | 2                         | 2                         |                           |                           |                           |                           |                           |
| Triglav Trophy                                            |                           | 2                         |                           |                           |                           |                           |                           |                           |
| Volvo Open                                                | 2                         |                           |                           |                           |                           |                           |                           |                           |
| Національні                                               |                           |                           |                           |                           |                           |                           |                           |                           |
| Чемпіонат Бельгії                                         | 1 Н                       | 2 Н                       | 1 Ю                       | C                         | 1 Ю                       |                           | 1                         |                           |
| WD = знялася; C = скасовано Рівні: J = юніор, N = новачок |                           |                           |                           |                           |                           |                           |                           |                           |